# 东南社区发展理事会

東南社區發展理事會

东南社区发展理事会（英語：South East Community Development Council）是新加坡共和國設立的五個社區發展理事會之一，協助地區政府政策和項目的管理。
截至2015年7月，東南區包括：
- 東海岸集選區
  - 勿洛
  - 樟宜-四美
  - 實乞納
  - 甘榜菜市
- 馬林百列集選區
  - 布萊德嶺
  - 芽籠士乃
  - 景萬岸-菜市
  - 如切
  - 馬林百列
- 鳳山單選區
- 麥波申單選區
- 蒙巴登單選區（英语：Mountbatten SMC）

## 市長
阀贺米为现任东南区市长。
| # | 名稱   | 選區     | 任期開始      | 任期結束      | 政党       |
| - | ------ | -------- | ------------- | ------------- | ---------- |
| 1 | 姚智   | 麥波申   | 2001年1月3日  | 2011年5月7日  | 人民行动党 |
| 2 | 孟理齊 | 東海岸   | 2011年5月27日 | 2020年7月26日 | 人民行动党 |
| 3 | 阀贺米 | 馬林百列 | 2020年7月27日 | 現任          | 人民行动党 |

## 外部連結
- 東南社區發展理事會